# Château de Mauvilly
Le château de Mauvilly est un ancien château ducal situé à Mauvilly  dans le département français de la Côte-d'Or.

## Localisation
Le château est situé en fond de vallée au sud-ouest et en contrebas du village, au 2, rue du château.

## Historique
Le 13 octobre 1361, Geoffroy de Blaisy, sire de Mauvilly, reçoit du duc de Bourgogne la terre de Mauvilly. Le 5 juin 1366, Jean de Blaisy, sire de Mauvilly, est au nombre des seigneurs convoqué à Dijon par  |Philippe le Hardi pour sécuriser le duché face aux bandes errantes[réf. souhaitée]. Le château subit en effet bien des vicissitudes et doit être renforcé. Les tours sont construites au XVe siècle et la chapelle au XVIe siècle.
h
Il bénéficie encore de travaux importants aux XVIIIe siècle et XIXe siècle. En 1869, toujours entouré de douves, il est modernisé et seules les tours et la chapelle restent de l'ancienne forteresse. Par arrêté du 27 décembre 2019, la totalité du domaine y compris les communs, les bâtiments de la haute cour, la ferme, les jardins et les aménagements hydrauliques sont inscrits aux Monuments historiques.

## Description
Construit autour d'une plate-forme trapézoïdale entourée de douves d'eau vive, le château comporte trois éléments : le bâtiment de la chapelle dans lequel subsistent des éléments architecturaux de sa fonction de défense (tour, chemin de ronde) ainsi qu'une chapelle consacrée datant du XVe siècle ; le "grand château" qui occupe la longueur en face de la chapelle, aménagé probablement au XVIIIe siècle lorsque le château est devenu une propriété d'agrément. Enfin, dans la continuité du bâtiment de la chapelle a été construit en 1911 une maison dans le néo-gothique et dont la particularité est de présenter une horloge en façade. A l'angle nord-ouest se trouve un bâtiment plus ancien dont la façade aveugle, est percée de trois canonnières et les deux angles occidentaux de la plate-forme sont garnis de tours rondes. Près du village, la muraille du parc est garnie d'une tourelle basse à trois canonnières
Soutenu côté fossé par cinq contreforts, le château est précédé d'une cour à usage de ferme, d'un potager avec colombier et d'un verger. 
Les eaux des douves alimentent ensuite le vallon du Vau, puis se perdent en surface.

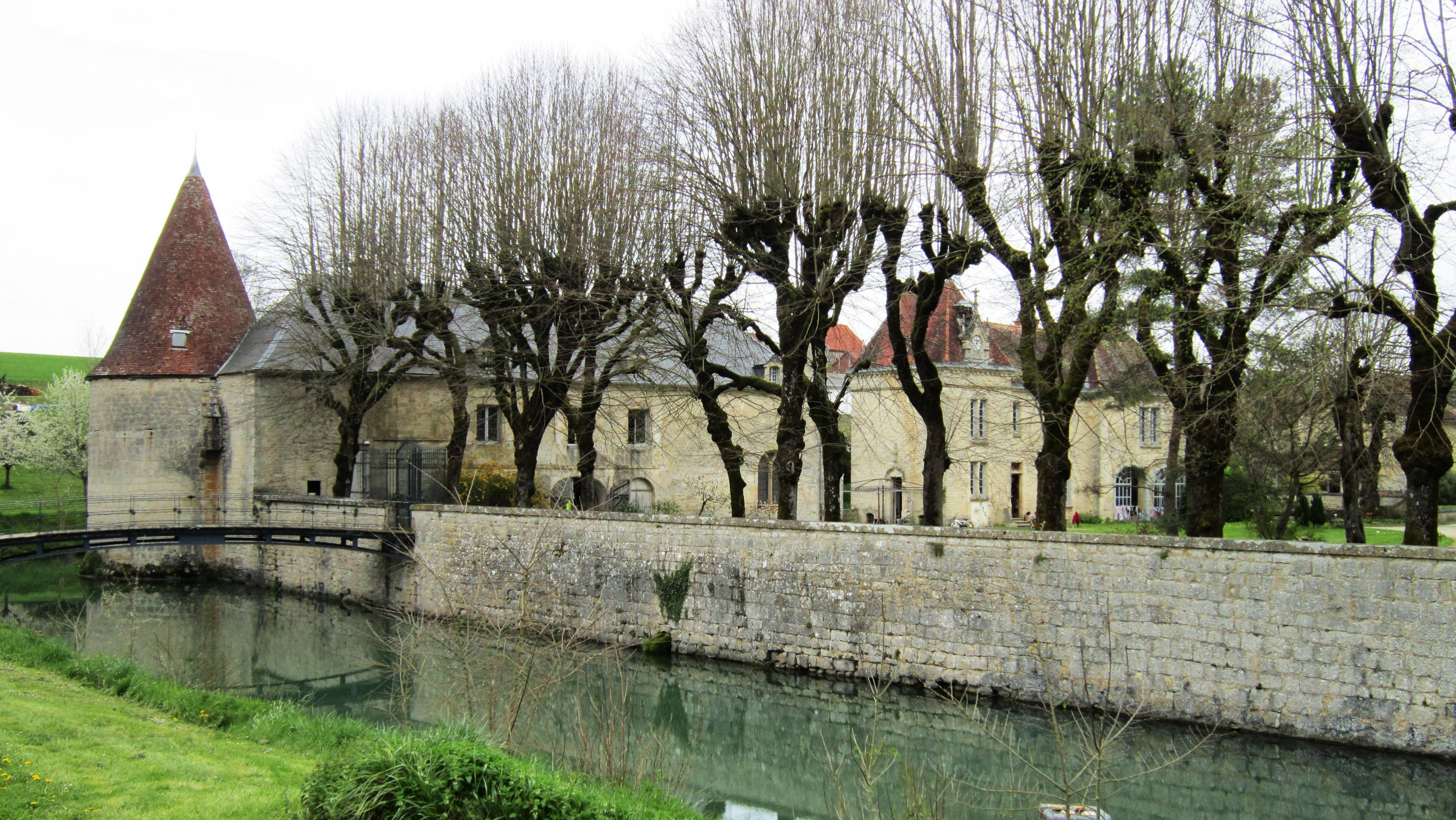
Fossé et côté ouest.
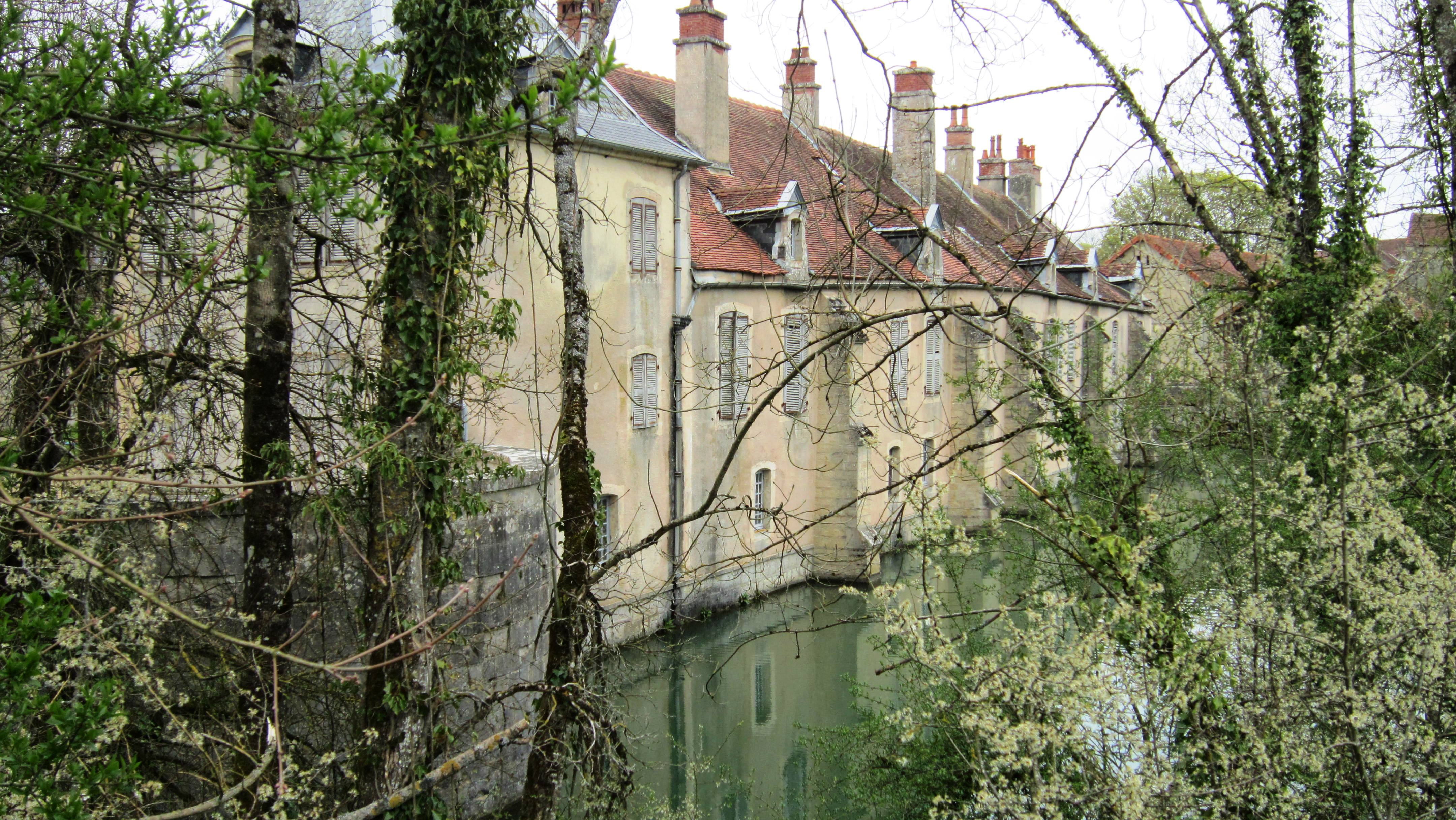
Fossé et côté sud.
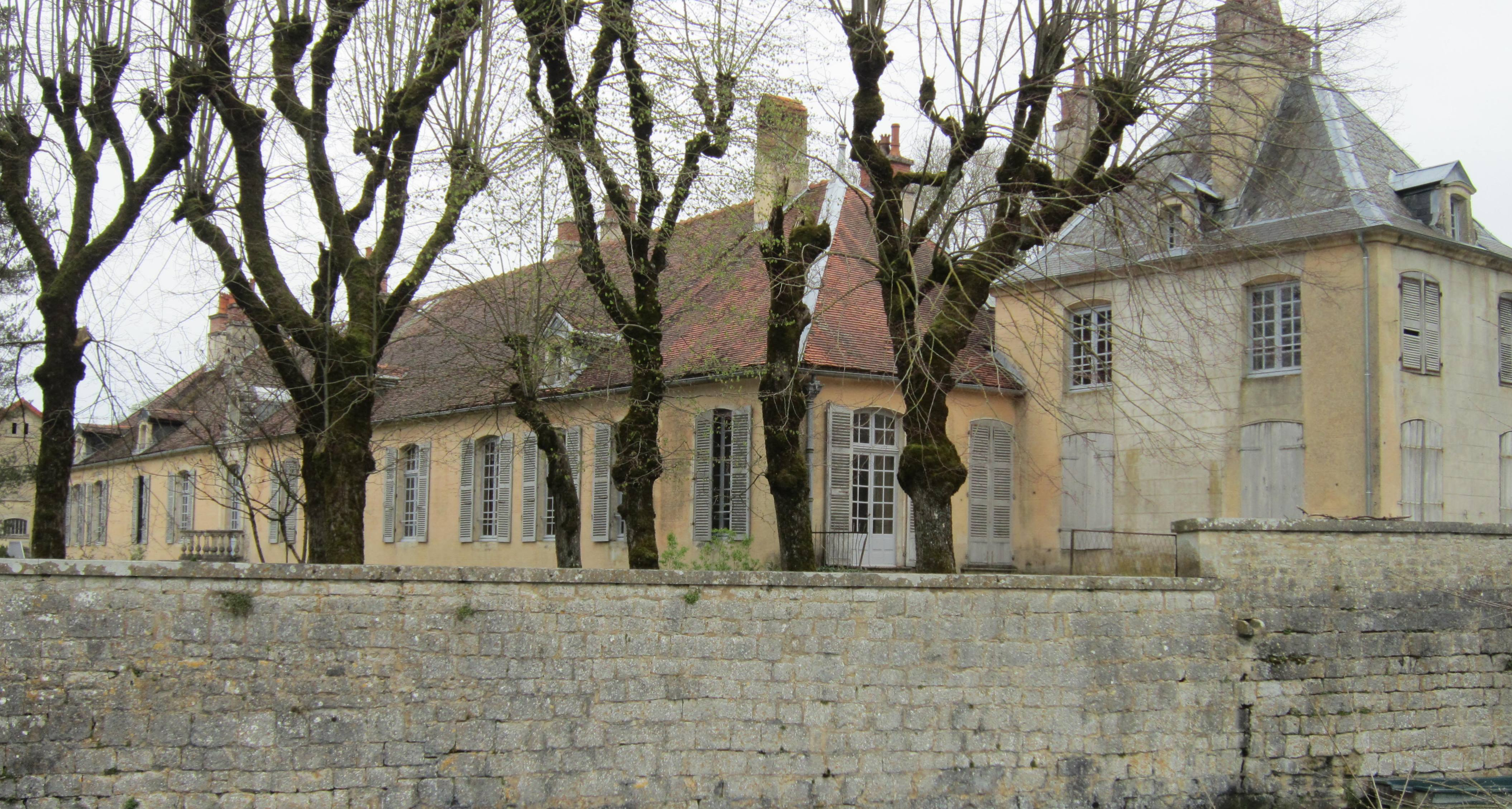
Bâtiment sud.

## Mobilier
Le château est une propriété privée, visites possibles lors des Journées européennes du patrimoine. Des visites peuvent être réalisées sur demande. 